# ジャン＝クリストフ・ヨッコス
ジャン＝クリストフ・ヨッコス（Jean-Christophe Yoccoz、1957年5月29日 - 2016年9月3日）はフランスの数学者。

## 人物
高等師範学校、エコール・ポリテクニーク、リセ・ルイ＝ル＝グラン卒業。パリ第11大学で教職に就いた。力学系の研究で1988年にサレム賞、1994年にフィールズ賞を受賞した。
学生時代は国際数学オリンピックに出場し、73年に銀メダル、74年に金メダルを獲得している。国際数学オリンピックで金メダルを獲得したフィールズ賞受賞者はグレゴリー・マルグリス、ウラジーミル・ドリンフェルトに次ぎ3人目である。